# Liste d'écrivains irlandais
Vous trouverez ci-dessous une liste d'écrivains irlandais, écrivains nés en Irlande ou ayant la nationalité irlandaise. Les écrivains écrivant en langue irlandaise y sont aussi inclus.
- Haut – A
- B
- C
- D
- E
- F
- G
- H
- I
- J
- K
- L
- M
- N
- O
- P
- Q
- R
- S
- T
- U
- V
- W
- X
- Y
- Z

## A
- Cecelia Ahern (1981 - ), romancier

## B
- Mary Balfour (fl. 1789 - 1810), poétesse
- John Banim (1798 - 1842), romancier
- Michael Banim (1796 - 1874), romancier
- John Banville (1945 - ), romancier
- Jane Barlow (1856-1917), romancière et poète
- John Jules Barrish (1885 - 1939)
- Sebastian Barry (1955 - ), romancier
- Colin Bateman (1962 - ), romancier
- Samuel Beckett (1906 - 1989), romancier, dramaturge
- Dominic Behan (1928 - 1989)
- Brendan Behan (1923 - 1964), romancier
- Maeve Binchy (1940 - ), romancier
- Dermot Bolger (1959 - ), romancier
- John Boyne (1971 - ), romancier
- Elizabeth Bowen (1899 - 1973), romancier
- Donal Ryan (1976-), romancier, Une année dans la vie de Johnsey Cunliffe (The thing about december, 2013)[1]
- Christy Brown (1932 - 1981)
- Ken Bruen (1951 - ), romancier
- Shan Bullock (1865 - 1935), romancier
- Gabriel Byrne (1950 - )
- Ethna Byrne-Costigan(1904 - 1991), autobiographe

## C
- William Carleton (1794 - 1869), romancier
- John Carey (1756 - 1829),
- Maureen Charlton (1930 - 2007), dramaturge et poète
- Philip Casey (fl. 1950 - ), romancier
- Anna Maria Chetwode (1827 - ?), romancière
- Austin Clarke (1896 - 1974), romancier
- Brian Cleeve (1921 - 2003), romancier
- Eoin Colfer (1965 - )
- Trevor J Colgan (1977 - ), romancier
- Padraic Colum (1881 - 1972), romancier
- Dorothea Conyers (1869-1949), romancière
- Kathleen Coyle (1886-1952), romancière

## D
- Seamus Deane (1940 - 2021), romancier
- Louisa Emily Dobrée (1877–1917), romancière
- J. P. Donleavy (1926 - ), romancier
- Emma Donoghue (1969 - ), romancier
- Theo Dorgan (1953-), poète, romancier et traducteur
- Roddy Doyle (1958 - ), romancier
- Catherine Dunne (1954 - ), romancier

## E
- Maria Edgeworth (1767 - 1849), romancier

## F
- Barbara Fitzgerald (1911-1982), romancière
- Ellen Forrester (1828-1883), poétesse
- Anne Marie Forrest (1967 - ), romancière
- Lydia Mary Foster (1867-1943), romancière
- Brian Friel (1929-2015), romancier, dramaturge

## G
- Gertrude Gaffney (?-1959), romancière, journaliste
- Carlo Gebler (1954-), romancier
- Oliver Goldsmith (1728-1774), romancier
- Gerald Griffin (en) (1803-1840), romancier

## H
- Antoine Hamilton (1646 - 1720), romancier
- Hugo Hamilton (1953 - ), romancier
- Frank Harris (1856 - 1931), romancier
- Dermot Healy (1947 - ), romancier
- Seamus Heaney (1939 - 2013), poète, prix Nobel de Littérature (1995)
- Lafcadio Hearn (1850 - 1904), romancier
- Aidan Higgins (1927 - 2015), romancier
- Mary Hobhouse (1864-1901), romancière
- Desmond Hogan (1950 - ), romancier
- Arlene Hunt (1972 - ), romancier
- Douglas Hyde (1860 - 1949), poète

## J
- Jennifer Johnston (1930 - ), romancier
- Neil Jordan (1950 - ), romancier
- James Joyce (1882 - 1941), romancier

## K
- Claire Keegan (1968 - ), romancier
- Molly Keane (1904 - 1996), romancier (M.J. Farrell)
- John B. Keane (1928 - 2002), romancier, dramaturge
- Charles Kickham (1828 - 1882), romancier
- Benedict Kiely (1919 - 2007), Romancier

## L
- Elish Lamont ou Elish La Mont(e) (vers 1800-1816-1870), romancière
- C. S. Lewis (1899 - 1963), romancier
- Sheridan Le Fanu (1814 - 1873), romancier
- Patricia Lynch (1894 - 1972), romancière

## M
- Deirdre Madden (1960 - ), romancière
- David Marcus (1924 - ), romancier
- Patrick McCabe (1955 - ), romancier
- Colum McCann (1965 - ), romancier
- Barry McCrea (1974 - ), romancier
- John McGahern (1934 - 2006), romancier
- Robert McLiam Wilson (1966 - )
- Brinsley MacNamara (1890 - 1963), romancier
- Ethna MacCarthy (1903 - 1959 ), poétesse
- Charles Robert Maturin (1782 - 1824), romancier
- Brian Moore (1921 - 1999), romancier
- George Moore (1852 - 1933), romancier
- Lady Morgan (Sidney Owenson) (1776? - 1859), romancier
- Iris Murdoch (1919 - 1999), romancier

## N
- Máire Ní Dhonnchadha Dhuibh (vers 1702-1795?), poétesse

## O
- Edna O'Brien (1932? - ), romancière
- Flann O'Brien (1911 - 1966)
- Frances Attie O'Brien (1840-1883)
- Seán O'Casey (1880 - 1964)
- Frank O'Connor (écrivain) (en) (1903-1966, Michael Francis O’Donovan), écrivain irlandais ;
- Joseph O'Connor (1963 - )
- Nuala O'Faolain (1940 - 2008), romancière
- Liam O'Flaherty (1896 - 1984), romancier
- Joseph O'Neill (1964 - ), avocat et romancier
- Brian O'Nolan (1912 - 1966), romancier (connu sous le nom de Flann O'Brien ou Myles na gCopaleen)
- Sean O'Reilly (1969 - ), romancier
- TS O'Rourke (1968 - ), romancier
- Adela Orpen (1855-1927), romancière

## P
- Glenn Patterson (1961 - ), romancier
- Pádraig Pearse (1879 - 1916), romancier, poète
- Tom Phelan (1940 - ), romancier
- James Plunkett (1920 - 2003), romancier
- Sarah Poyntz (1926-2020) - journaliste

## Q
x

## R
- Keith Ridgway (1965 - ), romancier
- Frank Ronan (1963 - ), romancier

## S
- G.B. Shaw (1856 - 1950), dramaturge
- Somerville and Ross (Edith Somerville (1858 - 1949 et Violet Florence Martin (1862 - 1915), romanciers
- Laurence Sterne (1713 - 1768), romancier
- Bram Stoker (1847 - 1912), romancier
- Francis Stuart (1902 - 2000), romancier
- Jonathan Swift (1667 - 1745), romancier

## T
- Mary Tighe (1772-1810 Poétesse
- Colm Tóibín (1955 - ), romancier
- William Trevor (1928 - )
- Katharine Tynan (1859-1931), poétesse et écrivaine

## U
x

## V
- Val Vousden (1885-1951), poète et dramaturge
- Ethel Lilian Voynich (1864 - 1960)

## W
- William Wall (1955 - ), romancier
- Oscar Wilde (1854 - 1900), romancier, dramaturge
- Martha Wilmot (1775-1873), voyageuse et diariste

## X
x

## Y
- William Butler Yeats (1865 - 1939)

## Z
X